# جيمس كيرنز
جيمس كيرنز (بالإنجليزية: James Kearns)‏ هو كاتب سيناريو أمريكي، ولد في 1957.

## وصلات خارجية
- جيمس كيرنز على موقع IMDb (الإنجليزية)
- جيمس كيرنز على موقع ألو سيني (الفرنسية)
- جيمس كيرنز على موقع أول موفي (الإنجليزية)
- جيمس كيرنز على موقع قاعدة بيانات الأفلام السويدية (السويدية)
- جيمس كيرنز على موقع قاعدة بيانات الفيلم (الإنجليزية)
- جيمس كيرنز على موقع كينوبويسك (الروسية)